# Чарлстън (окръг, Южна Каролина)
Вижте пояснителната страница за други значения на Чарлстън.
Окръг Чарлстън (на английски: Charleston County) е окръг в щата Южна Каролина, Съединени американски щати. Площта му е 3517 km², а населението – 408 235 души (1 април 2020). Административен център е град Чарлстън.